# عامر الخنجري
عامر بن سالم الخنجري هو ربّاع عُماني، شارك في ألعاب التضامن الإسلامي 2021 وحصل على فضية في رفع الأثقال.